# 選抜高等学校野球大会 (大阪府勢)
選抜高等学校野球大会（せんばつこうとうがっこうやきゅうたいかい）における大阪府勢の成績について記す。

## 選抜中等学校野球大会
| 開催年 （大会）       | 選出校                  | 試合結果 | 試合結果                         | 成績     |
| --------------------- | ----------------------- | -------- | -------------------------------- | -------- |
| 1924年 （第1回大会）  | 市岡中 （初出場）       | 1回戦    | △ 13 - 13 横浜商（延長14回）     | ベスト4  |
| 1924年 （第1回大会）  | 市岡中 （初出場）       | 1回戦    | ○ 21 - 13 横浜商                 | ベスト4  |
| 1924年 （第1回大会）  | 市岡中 （初出場）       | 準決勝   | ● 5 - 6 早稲田実                 | ベスト4  |
| 1925年 （第2回大会）  | 市岡中 （2年連続2回目） | 1回戦    | ● 0 - 15 高松商                  | 初戦敗退 |
| 1926年 （第3回大会）  | 八尾中 （初出場）       | 1回戦    | ● 1 - 8 高松商                   | 初戦敗退 |
| 1926年 （第3回大会）  | 市岡中 （3年連続3回目） | 1回戦    | ○ 7 - 1 甲陽中                   | ベスト8  |
| 1926年 （第3回大会）  | 市岡中 （3年連続3回目） | 準々決勝 | ● 2 - 10 熊本商                  | ベスト8  |
| 1928年 （第5回大会）  | 市岡中 （2年ぶり4回目） | 1回戦    | ● 0 - 2 高松商                   | 初戦敗退 |
| 1929年 （第6回大会）  | 八尾中 （3年ぶり2回目） | 1回戦    | ○ 3 - 1 松本商                   | ベスト4  |
| 1929年 （第6回大会）  | 八尾中 （3年ぶり2回目） | 準々決勝 | ○ 6 - 5 海草中                   | ベスト4  |
| 1929年 （第6回大会）  | 八尾中 （3年ぶり2回目） | 準決勝   | ● 0 - 1x 第一神港商 （延長11回） | ベスト4  |
| 1929年 （第6回大会）  | 関西甲種商 （初出場）   | 1回戦    | ○ 4 - 1 鹿児島商                 | ベスト8  |
| 1929年 （第6回大会）  | 関西甲種商 （初出場）   | 準々決勝 | ● 0 - 3 広陵中                   | ベスト8  |
| 1930年 （第7回大会）  | 八尾中 （2年連続3回目） | 1回戦    | ● 3 - 5 台北一中                 | 初戦敗退 |
| 1931年 （第8回大会）  | 八尾中 （3年連続4回目） | 1回戦    | ○ 1 - 0 愛知商                   | ベスト4  |
| 1931年 （第8回大会）  | 八尾中 （3年連続4回目） | 2回戦    | ○ 4 - 0 小倉工                   | ベスト4  |
| 1931年 （第8回大会）  | 八尾中 （3年連続4回目） | 準々決勝 | ○ 2 - 1 甲陽中                   | ベスト4  |
| 1931年 （第8回大会）  | 八尾中 （3年連続4回目） | 準決勝   | ● 8 - 10 広島商                  | ベスト4  |
| 1931年 （第8回大会）  | 市岡中 （3年ぶり5回目） | 2回戦    | ● 1 - 9 甲陽中                   | 初戦敗退 |
| 1932年 （第9回大会）  | 八尾中 （4年連続5回目） | 2回戦    | ○ 1 - 0 静岡中                   | ベスト8  |
| 1932年 （第9回大会）  | 八尾中 （4年連続5回目） | 準々決勝 | ● 0 - 8 松山商                   | ベスト8  |
| 1932年 （第9回大会）  | 浪華商 （初出場）       | 2回戦    | ○ 3 - 1 大分商                   | ベスト8  |
| 1932年 （第9回大会）  | 浪華商 （初出場）       | 準々決勝 | ● 2 - 3 和歌山中                 | ベスト8  |
| 1933年 （第10回大会） | 興国商 （初出場）       | 1回戦    | ○ 4 - 2 熊本工                   | 2回戦    |
| 1933年 （第10回大会） | 興国商 （初出場）       | 2回戦    | ● 0 - 1x 中京商 （延長13回）     | 2回戦    |
| 1933年 （第10回大会） | 浪華商 （2年連続2回目） | 1回戦    | ○ 5 - 3 山口中                   | 2回戦    |
| 1933年 （第10回大会） | 浪華商 （2年連続2回目） | 2回戦    | ● 0 - 4 明石中                   | 2回戦    |
| 1934年 （第11回大会） | 堺中 （初出場）         | 1回戦    | ● 0 - 4 京都商                   | 初戦敗退 |
| 1934年 （第11回大会） | 日新商 （初出場）       | 2回戦    | ● 1 - 2 海南中                   | 初戦敗退 |
| 1934年 （第11回大会） | 浪華商 （3年連続3回目） | 2回戦    | ○ 4 - 3 中京商                   | 準優勝   |
| 1934年 （第11回大会） | 浪華商 （3年連続3回目） | 準々決勝 | ○ 3 - 1 神戸一中                 | 準優勝   |
| 1934年 （第11回大会） | 浪華商 （3年連続3回目） | 準決勝   | △ 0 - 0 享栄商（延長15回）       | 準優勝   |
| 1934年 （第11回大会） | 浪華商 （3年連続3回目） | 準決勝   | ○ 4 - 2 享栄商                   | 準優勝   |
| 1934年 （第11回大会） | 浪華商 （3年連続3回目） | 決勝     | ● 1 - 2x 東邦商                  | 準優勝   |
| 1935年 （第12回大会） | 日新商 （2年連続2回目） | 2回戦    | ● 0 - 5 松山商                   | 初戦敗退 |
| 1936年 （第13回大会） | 市岡中 （5年ぶり6回目） | 2回戦    | ● 1 - 3 滝川中                   | 初戦敗退 |
| 1936年 （第13回大会） | 浪華商 （2年ぶり4回目） | 1回戦    | ● 0 - 1 松山商                   | 初戦敗退 |
| 1937年 （第14回大会） | 市岡中 （2年連続7回目） | 2回戦    | ● 2 - 4 平安中                   | 初戦敗退 |
| 1937年 （第14回大会） | 浪華商 （2年連続5回目） | 2回戦    | ○ 7 - 0 和歌山商                 | 優勝     |
| 1937年 （第14回大会） | 浪華商 （2年連続5回目） | 準々決勝 | ○ 4 - 0 下関商                   | 優勝     |
| 1937年 （第14回大会） | 浪華商 （2年連続5回目） | 準決勝   | ○ 6 - 1 徳島商                   | 優勝     |
| 1937年 （第14回大会） | 浪華商 （2年連続5回目） | 決勝     | ○ 2 - 0 中京商                   | 優勝     |
| 1938年 （第15回大会） | 浪華商 （3年連続6回目） | 1回戦    | ○ 4x - 3 横浜商                  | ベスト8  |
| 1938年 （第15回大会） | 浪華商 （3年連続6回目） | 2回戦    | △ 8 - 8 滝川中（延長11回）       | ベスト8  |
| 1938年 （第15回大会） | 浪華商 （3年連続6回目） | 2回戦    | ○ 9x - 8 滝川中                  | ベスト8  |
| 1938年 （第15回大会） | 浪華商 （3年連続6回目） | 準々決勝 | ● 3 - 5 東邦商                   | ベスト8  |
| 1938年 （第15回大会） | 京阪商 （初出場）       | 1回戦    | △ 0 - 0 東邦商（5回日没）        | 初戦敗退 |
| 1938年 （第15回大会） | 京阪商 （初出場）       | 1回戦    | ● 5 - 11 東邦商                  | 初戦敗退 |
| 1938年 （第15回大会） | 日新商 （3年ぶり3回目） | 2回戦    | ● 3 - 6 海南中                   | 初戦敗退 |
| 1939年 （第16回大会） | 浪華商 （4年連続7回目） | 1回戦    | ● 1 - 20 東邦商                  | 初戦敗退 |
| 1940年 （第17回大会） | 扇町商 （初出場）       | 1回戦    | ● 3 - 5 東邦商                   | 初戦敗退 |
| 1940年 （第17回大会） | 日新商 （2年ぶり4回目） | 2回戦    | ● 0 - 10 岐阜商                  | 初戦敗退 |
| 1941年 （第18回大会） | 日新商 （2年ぶり5回目） | 1回戦    | ○ 3 - 0 志度商                   | ベスト8  |
| 1941年 （第18回大会） | 日新商 （2年ぶり5回目） | 準々決勝 | ● 0 - 3 一宮中                   | ベスト8  |
| 1947年 （第19回大会） | 今宮中 （初出場）       | 1回戦    | ● 3 - 6 桐生中                   | 初戦敗退 |
| 1947年 （第19回大会） | 天王寺中 （初出場）     | 2回戦    | ● 3 - 5 岐阜商                   | 初戦敗退 |

## 選抜高等学校野球大会
| 開催年 （大会）       | 選出校                        | 試合結果 | 試合結果                         | 成績     |
| --------------------- | ----------------------------- | -------- | -------------------------------- | -------- |
| 1948年 （第20回大会） | 浪華商 （9年ぶり8回目）       | 1回戦    | ● 0 - 4 下関商 （延長14回）      | 初戦敗退 |
| 1948年 （第20回大会） | 北野中 （初出場）             | 1回戦    | ○ 5 - 3 金沢三中                 | ベスト4  |
| 1948年 （第20回大会） | 北野中 （初出場）             | 準々決勝 | ○ 3 - 2 神戸二中                 | ベスト4  |
| 1948年 （第20回大会） | 北野中 （初出場）             | 準決勝   | ● 1 - 4 京都一商                 | ベスト4  |
| 1949年 （第21回大会） | 大鉄 （初出場）               | 1回戦    | ○ 4 - 0 岡崎                     | ベスト8  |
| 1949年 （第21回大会） | 大鉄 （初出場）               | 準々決勝 | ● 0 - 2 芦屋                     | ベスト8  |
| 1949年 （第21回大会） | 北野 （2年連続2回目）         | 1回戦    | ○ 10 - 1 日川                    | 優勝     |
| 1949年 （第21回大会） | 北野 （2年連続2回目）         | 準々決勝 | ○ 6 - 3 桐蔭                     | 優勝     |
| 1949年 （第21回大会） | 北野 （2年連続2回目）         | 準決勝   | ○ 3 - 2 岐阜商                   | 優勝     |
| 1949年 （第21回大会） | 北野 （2年連続2回目）         | 決勝     | ○ 6 - 4 芦屋 （延長12回）        | 優勝     |
| 1950年 （第22回大会） | 市岡 （13年ぶり8回目）        | 1回戦    | ● 3 - 5 長良                     | 初戦敗退 |
| 1950年 （第22回大会） | 北野 （3年連続3回目）         | 1回戦    | ○ 3 - 2 瑞陵                     | ベスト4  |
| 1950年 （第22回大会） | 北野 （3年連続3回目）         | 準々決勝 | ○ 7 - 5 明治                     | ベスト4  |
| 1950年 （第22回大会） | 北野 （3年連続3回目）         | 準決勝   | ● 3 - 7 韮山                     | ベスト4  |
| 1951年 （第23回大会） | 扇町商 （11年ぶり2回目）      | 1回戦    | ○ 9 - 0 新宮                     | ベスト8  |
| 1951年 （第23回大会） | 扇町商 （11年ぶり2回目）      | 準々決勝 | ● 4 - 6 鳴門                     | ベスト8  |
| 1952年 （第24回大会） | 北野 （2年ぶり4回目）         | 2回戦    | ● 0 - 5 鳴門                     | 初戦敗退 |
| 1952年 （第24回大会） | 八尾 （20年ぶり6回目）        | 1回戦    | ○ 5 - 0 土佐                     | ベスト4  |
| 1952年 （第24回大会） | 八尾 （20年ぶり6回目）        | 2回戦    | ○ 5 - 0 下関商                   | ベスト4  |
| 1952年 （第24回大会） | 八尾 （20年ぶり6回目）        | 準々決勝 | ○ 5 - 2 長崎商                   | ベスト4  |
| 1952年 （第24回大会） | 八尾 （20年ぶり6回目）        | 準決勝   | ● 0 - 2 静岡商                   | ベスト4  |
| 1953年 （第25回大会） | 浪華商 （5年ぶり9回目）       | 2回戦    | ○ 7 - 0 金沢桜丘                 | 準優勝   |
| 1953年 （第25回大会） | 浪華商 （5年ぶり9回目）       | 準々決勝 | ○ 1 - 0 済々黌 （延長13回）      | 準優勝   |
| 1953年 （第25回大会） | 浪華商 （5年ぶり9回目）       | 準決勝   | ○ 3 - 1 伏見                     | 準優勝   |
| 1953年 （第25回大会） | 浪華商 （5年ぶり9回目）       | 決勝     | ● 0 - 4 洲本                     | 準優勝   |
| 1953年 （第25回大会） | 市岡 （3年ぶり9回目）         | 2回戦    | ● 1 - 3 豊橋時習館               | 初戦敗退 |
| 1954年 （第26回大会） | 泉陽 （初出場）               | 1回戦    | ○ 6 - 1 岡山東商                 | ベスト4  |
| 1954年 （第26回大会） | 泉陽 （初出場）               | 2回戦    | ○ 5 - 1 浜松商                   | ベスト4  |
| 1954年 （第26回大会） | 泉陽 （初出場）               | 準々決勝 | ○ 3 - 1 早稲田実                 | ベスト4  |
| 1954年 （第26回大会） | 泉陽 （初出場）               | 準決勝   | ● 0 - 2 小倉                     | ベスト4  |
| 1954年 （第26回大会） | 浪華商 （2年連続10回目）      | 1回戦    | ○ 3 - 2 中京商                   | 2回戦    |
| 1954年 （第26回大会） | 浪華商 （2年連続10回目）      | 2回戦    | ● 0 - 1 飯田長姫                 | 2回戦    |
| 1955年 （第27回大会） | 浪華商 （3年連続11回目）      | 1回戦    | ○ 6 - 0 立教                     | 優勝     |
| 1955年 （第27回大会） | 浪華商 （3年連続11回目）      | 2回戦    | ○ 3 - 2 小倉                     | 優勝     |
| 1955年 （第27回大会） | 浪華商 （3年連続11回目）      | 準々決勝 | ○ 17 - 1 平安                    | 優勝     |
| 1955年 （第27回大会） | 浪華商 （3年連続11回目）      | 準決勝   | ○ 1 - 0 県尼崎                   | 優勝     |
| 1955年 （第27回大会） | 浪華商 （3年連続11回目）      | 決勝     | ○ 4x - 3 桐生 （延長11回）       | 優勝     |
| 1955年 （第27回大会） | 明星 （初出場）               | 2回戦    | ○ 12 - 9 静岡商                  | ベスト8  |
| 1955年 （第27回大会） | 明星 （初出場）               | 準々決勝 | ● 0 - 12 桐生                    | ベスト8  |
| 1956年 （第28回大会） | 興国商 （23年ぶり2回目）      | 2回戦    | ● 1 - 3 堀川                     | 初戦敗退 |
| 1956年 （第28回大会） | 寝屋川 （初出場）             | 2回戦    | ● 3 - 14 八戸                    | 初戦敗退 |
| 1957年 （第29回大会） | 興国商 （2年連続3回目）       | 2回戦    | ● 2 - 3x 久留米商                | 初戦敗退 |
| 1957年 （第29回大会） | 寝屋川 （2年連続2回目）       | 1回戦    | ○ 3 - 0 敦賀                     | 2回戦    |
| 1957年 （第29回大会） | 寝屋川 （2年連続2回目）       | 2回戦    | ● 0 - 1 早稲田実                 | 2回戦    |
| 1958年 （第30回大会） | 興国商 （3年連続4回目）       | 1回戦    | ● 3 - 4x 坂出商 （延長15回）     | 初戦敗退 |
| 1959年 （第31回大会） | 富田林 （初出場）             | 1回戦    | ● 1 - 6 長崎南山 （延長12回）    | 初戦敗退 |
| 1959年 （第31回大会） | 浪華商 （4年ぶり12回目）      | 2回戦    | ○ 7 - 4 芦屋                     | ベスト8  |
| 1959年 （第31回大会） | 浪華商 （4年ぶり12回目）      | 準々決勝 | ● 0 - 2 岐阜商                   | ベスト8  |
| 1960年 （第32回大会） | 大鉄 （11年ぶり2回目）        | 1回戦    | ● 3 - 6 東邦                     | 初戦敗退 |
| 1960年 （第32回大会） | 阿倍野 （初出場）             | 2回戦    | ● 2 - 5 秋田商                   | 初戦敗退 |
| 1961年 （第33回大会） | 浪商 （2年ぶり13回目）        | 1回戦    | ○ 8 - 0 日大二                   | ベスト8  |
| 1961年 （第33回大会） | 浪商 （2年ぶり13回目）        | 2回戦    | ○ 1x - 0 明星 （延長10回）       | ベスト8  |
| 1961年 （第33回大会） | 浪商 （2年ぶり13回目）        | 準々決勝 | ● 1 - 3 法政二                   | ベスト8  |
| 1961年 （第33回大会） | 明星 （6年ぶり2回目）         | 2回戦    | ● 0 - 1x 浪商 （延長10回）       | 初戦敗退 |
| 1962年 （第34回大会） | PL学園 （初出場）             | 1回戦    | ○ 3 - 2 高鍋                     | ベスト8  |
| 1962年 （第34回大会） | PL学園 （初出場）             | 2回戦    | ○ 3 - 0 高知                     | ベスト8  |
| 1962年 （第34回大会） | PL学園 （初出場）             | 準々決勝 | ● 0 - 9 松山商                   | ベスト8  |
| 1963年 （第35回大会） | 明星 （2年連続2回目）         | 1回戦    | ● 0 - 5 下関商                   | 初戦敗退 |
| 1963年 （第35回大会） | PL学園 （2年連続2回目）       | 1回戦    | ○ 8 - 0 首里                     | 2回戦    |
| 1963年 （第35回大会） | PL学園 （2年連続2回目）       | 2回戦    | ● 3 - 5 北海                     | 2回戦    |
| 1964年 （第36回大会） | 浪商 （3年ぶり14回目）        | 2回戦    | ○ 7 - 2 日大三                   | ベスト8  |
| 1964年 （第36回大会） | 浪商 （3年ぶり14回目）        | 準々決勝 | ● 0 - 1 博多工                   | ベスト8  |
| 1965年 （第37回大会） | PL学園 （2年ぶり3回目）       | 2回戦    | ○ 4 - 2 荏原                     | ベスト8  |
| 1965年 （第37回大会） | PL学園 （2年ぶり3回目）       | 準々決勝 | ● 2 - 5 高松商                   | ベスト8  |
| 1966年 （第38回大会） | PL学園 （2年連続4回目）       | 1回戦    | ● 2 - 5 中京商                   | 初戦敗退 |
| 1967年 （第39回大会） | 近大付 （初出場）             | 2回戦    | ● 1 - 5 甲府商                   | 初戦敗退 |
| 1967年 （第39回大会） | 明星 （4年ぶり4回目）         | 2回戦    | ● 0 - 1 岐阜商                   | 初戦敗退 |
| 1968年 （第40回大会） | 興国 （10年ぶり5回目）        | 1回戦    | ● 8 - 9x 仙台育英                | 初戦敗退 |
| 1969年 （第41回大会） | 浪商 （5年ぶり15回目）        | 1回戦    | ○ 16 - 1 日体荏原                | ベスト4  |
| 1969年 （第41回大会） | 浪商 （5年ぶり15回目）        | 2回戦    | ○ 4 - 2 三沢 （延長15回）        | ベスト4  |
| 1969年 （第41回大会） | 浪商 （5年ぶり15回目）        | 準々決勝 | ○ 3 - 0 広島商                   | ベスト4  |
| 1969年 （第41回大会） | 浪商 （5年ぶり15回目）        | 準決勝   | ● 0 - 2 三重                     | ベスト4  |
| 1970年 （第42回大会） | 北陽 （初出場）               | 2回戦    | ○ 5 - 0 江津工                   | 準優勝   |
| 1970年 （第42回大会） | 北陽 （初出場）               | 準々決勝 | ○ 4 - 3 岐阜短大付               | 準優勝   |
| 1970年 （第42回大会） | 北陽 （初出場）               | 準決勝   | ○ 6 - 2 鳴門                     | 準優勝   |
| 1970年 （第42回大会） | 北陽 （初出場）               | 決勝     | ● 4 - 5x 箕島 （延長12回）       | 準優勝   |
| 1971年 （第43回大会） | 大鉄 （11年ぶり3回目）        | 2回戦    | ○ 1 - 0 作新学院                 | 準優勝   |
| 1971年 （第43回大会） | 大鉄 （11年ぶり3回目）        | 準々決勝 | ○ 6 - 0 福島商                   | 準優勝   |
| 1971年 （第43回大会） | 大鉄 （11年ぶり3回目）        | 準決勝   | ○ 4 - 2 木更津中央               | 準優勝   |
| 1971年 （第43回大会） | 大鉄 （11年ぶり3回目）        | 決勝     | ● 0 - 2 日大三                   | 準優勝   |
| 1971年 （第43回大会） | 近大付 （4年ぶり2回目）       | 1回戦    | ○ 7 - 2 三重                     | ベスト8  |
| 1971年 （第43回大会） | 近大付 （4年ぶり2回目）       | 2回戦    | ○ 5 - 1 芦別工                   | ベスト8  |
| 1971年 （第43回大会） | 近大付 （4年ぶり2回目）       | 準々決勝 | ● 0 - 1 坂出商 （延長13回）      | ベスト8  |
| 1972年 （第44回大会） | PL学園 （6年ぶり5回目）       | 1回戦    | ○ 2 - 0 苫小牧工                 | 2回戦    |
| 1972年 （第44回大会） | PL学園 （6年ぶり5回目）       | 2回戦    | ● 1 - 3 高知商                   | 2回戦    |
| 1972年 （第44回大会） | 大鉄 （2年連続4回目）         | 1回戦    | ● 1 - 2 銚子商                   | 初戦敗退 |
| 1973年 （第45回大会） | 北陽 （3年ぶり2回目）         | 1回戦    | ● 0 - 2 作新学院                 | 初戦敗退 |
| 1974年 （第46回大会） | 浪商 （5年ぶり16回目）        | 1回戦    | ● 0 - 1 岡崎工                   | 初戦敗退 |
| 1975年 （第47回大会） | 初芝 （初出場）               | 1回戦    | ● 0 - 5 日大山形                 | 初戦敗退 |
| 1975年 （第47回大会） | 近大付 （4年ぶり3回目）       | 1回戦    | ● 4 - 7 仙台育英                 | 初戦敗退 |
| 1976年 （第48回大会） | 北陽 （3年ぶり3回目）         | 1回戦    | ○ 2x - 1 函館有斗 （延長10回）   | ベスト8  |
| 1976年 （第48回大会） | 北陽 （3年ぶり3回目）         | 2回戦    | ○ 5 - 1 鹿児島実                 | ベスト8  |
| 1976年 （第48回大会） | 北陽 （3年ぶり3回目）         | 準々決勝 | ● 2 - 8 日田林工                 | ベスト8  |
| 1977年 （第49回大会） | 大鉄 （5年ぶり5回目）         | 1回戦    | ● 4 - 6 銚子商                   | 初戦敗退 |
| 1978年 （第50回大会） | 浪商 （4年ぶり17回目）        | 1回戦    | ● 0 - 3 高松商                   | 初戦敗退 |
| 1978年 （第50回大会） | PL学園 （6年ぶり6回目）       | 1回戦    | ○ 4 - 0 印旛                     | ベスト8  |
| 1978年 （第50回大会） | PL学園 （6年ぶり6回目）       | 2回戦    | ○ 5 - 1 南宇和                   | ベスト8  |
| 1978年 （第50回大会） | PL学園 （6年ぶり6回目）       | 準々決勝 | ● 0 - 2 箕島                     | ベスト8  |
| 1979年 （第51回大会） | 浪商 （2年連続18回目）        | 1回戦    | ○ 6 - 1 愛知                     | 準優勝   |
| 1979年 （第51回大会） | 浪商 （2年連続18回目）        | 2回戦    | ○ 3 - 2 高知商                   | 準優勝   |
| 1979年 （第51回大会） | 浪商 （2年連続18回目）        | 準々決勝 | ○ 4x - 3 川之江 （延長13回）     | 準優勝   |
| 1979年 （第51回大会） | 浪商 （2年連続18回目）        | 準決勝   | ○ 5 - 3 東洋大姫路               | 準優勝   |
| 1979年 （第51回大会） | 浪商 （2年連続18回目）        | 決勝     | ● 7 - 8 箕島                     | 準優勝   |
| 1979年 （第51回大会） | PL学園 （2年連続7回目）       | 1回戦    | ○ 6 - 4 中京商                   | ベスト4  |
| 1979年 （第51回大会） | PL学園 （2年連続7回目）       | 2回戦    | ○ 8x - 6 宇都宮商 （延長10回）   | ベスト4  |
| 1979年 （第51回大会） | PL学園 （2年連続7回目）       | 準々決勝 | ○ 7 - 1 尼崎北                   | ベスト4  |
| 1979年 （第51回大会） | PL学園 （2年連続7回目）       | 準決勝   | ● 3 - 4x 箕島 （延長10回）       | ベスト4  |
| 1980年 （第52回大会） | 北陽 （4年ぶり4回目）         | 1回戦    | ● 0 - 2 帝京                     | 初戦敗退 |
| 1980年 （第52回大会） | 上宮 （初出場）               | 1回戦    | ● 3 - 4 富士宮北                 | 初戦敗退 |
| 1981年 （第53回大会） | PL学園 （2年ぶり8回目）       | 1回戦    | ○ 5 - 0 岡山理大付               | 優勝     |
| 1981年 （第53回大会） | PL学園 （2年ぶり8回目）       | 2回戦    | ○ 1 - 0 東海大工                 | 優勝     |
| 1981年 （第53回大会） | PL学園 （2年ぶり8回目）       | 準々決勝 | ○ 8 - 2 日立工                   | 優勝     |
| 1981年 （第53回大会） | PL学園 （2年ぶり8回目）       | 準決勝   | ○ 4 - 0 倉吉北                   | 優勝     |
| 1981年 （第53回大会） | PL学園 （2年ぶり8回目）       | 決勝     | ○ 2x - 1 印旛                    | 優勝     |
| 1981年 （第53回大会） | 上宮 （2年連続2回目）         | 2回戦    | ○ 9 - 2 東山                     | ベスト4  |
| 1981年 （第53回大会） | 上宮 （2年連続2回目）         | 準々決勝 | ○ 4 - 0 御坊商工                 | ベスト4  |
| 1981年 （第53回大会） | 上宮 （2年連続2回目）         | 準決勝   | ● 1 - 3 印旛                     | ベスト4  |
| 1982年 （第54回大会） | 桜宮 （初出場）               | 1回戦    | ● 1 - 4 中京                     | 初戦敗退 |
| 1982年 （第54回大会） | PL学園 （2年連続9回目）       | 1回戦    | ○ 4 - 1 東北                     | 優勝     |
| 1982年 （第54回大会） | PL学園 （2年連続9回目）       | 2回戦    | ○ 2 - 1 浜田                     | 優勝     |
| 1982年 （第54回大会） | PL学園 （2年連続9回目）       | 準々決勝 | ○ 1 - 0 箕島                     | 優勝     |
| 1982年 （第54回大会） | PL学園 （2年連続9回目）       | 準決勝   | ○ 3x - 2 横浜商                  | 優勝     |
| 1982年 （第54回大会） | PL学園 （2年連続9回目）       | 決勝     | ○ 15 - 2 二松学舎大付            | 優勝     |
| 1983年 （第55回大会） | 泉州 （初出場）               | 1回戦    | ○ 6 - 5 取手二                   | 2回戦    |
| 1983年 （第55回大会） | 泉州 （初出場）               | 2回戦    | ● 1 - 5 享栄                     | 2回戦    |
| 1983年 （第55回大会） | 上宮 （2年ぶり3回目）         | 1回戦    | ○ 2x - 1 興南 （延長10回）       | 2回戦    |
| 1983年 （第55回大会） | 上宮 （2年ぶり3回目）         | 2回戦    | ● 1 - 7 明徳                     | 2回戦    |
| 1984年 （第56回大会） | PL学園 （2年ぶり10回目）      | 1回戦    | ○ 18 - 7 近大福山                | 準優勝   |
| 1984年 （第56回大会） | PL学園 （2年ぶり10回目）      | 2回戦    | ○ 10 - 1 京都西                  | 準優勝   |
| 1984年 （第56回大会） | PL学園 （2年ぶり10回目）      | 準々決勝 | ○ 6 - 0 拓大紅陵                 | 準優勝   |
| 1984年 （第56回大会） | PL学園 （2年ぶり10回目）      | 準決勝   | ○ 1x - 0 都城 （延長11回）       | 準優勝   |
| 1984年 （第56回大会） | PL学園 （2年ぶり10回目）      | 決勝     | ● 0 - 1 岩倉                     | 準優勝   |
| 1984年 （第56回大会） | 三国丘 （50年ぶり2回目）      | 1回戦    | ● 5 - 6x 日大三島                | 初戦敗退 |
| 1985年 （第57回大会） | PL学園 （2年連続11回目）      | 1回戦    | ○ 11 - 1 浜松商                  | ベスト4  |
| 1985年 （第57回大会） | PL学園 （2年連続11回目）      | 2回戦    | ○ 6 - 2 宇部商                   | ベスト4  |
| 1985年 （第57回大会） | PL学園 （2年連続11回目）      | 準々決勝 | ○ 7 - 0 天理                     | ベスト4  |
| 1985年 （第57回大会） | PL学園 （2年連続11回目）      | 準決勝   | ● 1 - 3 伊野商                   | ベスト4  |
| 1986年 （第58回大会） | 上宮 （3年ぶり4回目）         | 1回戦    | ○ 3 - 1 沖縄水産                 | ベスト8  |
| 1986年 （第58回大会） | 上宮 （3年ぶり4回目）         | 2回戦    | ○ 6 - 0 松商学園                 | ベスト8  |
| 1986年 （第58回大会） | 上宮 （3年ぶり4回目）         | 準々決勝 | ● 3 - 6 岡山南                   | ベスト8  |
| 1986年 （第58回大会） | PL学園 （3年連続12回目）      | 1回戦    | ● 1 - 8 浜松商                   | 初戦敗退 |
| 1987年 （第59回大会） | PL学園 （4年連続13回目）      | 1回戦    | ○ 3 - 1 西日本短大付             | 優勝     |
| 1987年 （第59回大会） | PL学園 （4年連続13回目）      | 2回戦    | ○ 8 - 0 広島商                   | 優勝     |
| 1987年 （第59回大会） | PL学園 （4年連続13回目）      | 準々決勝 | ○ 3x - 2 帝京 （延長11回）       | 優勝     |
| 1987年 （第59回大会） | PL学園 （4年連続13回目）      | 準決勝   | ○ 8 - 5 東海大甲府 （延長14回）  | 優勝     |
| 1987年 （第59回大会） | PL学園 （4年連続13回目）      | 決勝     | ○ 7 - 1 関東第一                 | 優勝     |
| 1987年 （第59回大会） | 市岡 （34年ぶり10回目）       | 1回戦    | ○ 4 - 3 富士宮西                 | 2回戦    |
| 1987年 （第59回大会） | 市岡 （34年ぶり10回目）       | 2回戦    | ● 0 - 5 関東第一                 | 2回戦    |
| 1988年 （第60回大会） | 上宮 （2年ぶり5回目）         | 2回戦    | ○ 5 - 0 小松島西                 | ベスト8  |
| 1988年 （第60回大会） | 上宮 （2年ぶり5回目）         | 3回戦    | ○ 7 - 3 高知商                   | ベスト8  |
| 1988年 （第60回大会） | 上宮 （2年ぶり5回目）         | 準々決勝 | ● 7 - 8 宇都宮学園 （延長12回）  | ベスト8  |
| 1988年 （第60回大会） | 近大付 （13年ぶり4回目）      | 2回戦    | ○ 8 - 0 明野                     | 3回戦    |
| 1988年 （第60回大会） | 近大付 （13年ぶり4回目）      | 3回戦    | ● 3 - 9 宇和島東                 | 3回戦    |
| 1988年 （第60回大会） | 北陽 （8年ぶり5回目）         | 2回戦    | ● 2 - 7 東邦                     | 初戦敗退 |
| 1989年 （第61回大会） | 近大付 （2年連続5回目）       | 1回戦    | △ 10 - 10 宇都宮工（延長11回）   | ベスト8  |
| 1989年 （第61回大会） | 近大付 （2年連続5回目）       | 1回戦    | ○ 7 - 3 宇都宮工                 | ベスト8  |
| 1989年 （第61回大会） | 近大付 （2年連続5回目）       | 2回戦    | ○ 2 - 1 松江東                   | ベスト8  |
| 1989年 （第61回大会） | 近大付 （2年連続5回目）       | 準々決勝 | ● 2 - 3x 東邦 （延長10回）       | ベスト8  |
| 1989年 （第61回大会） | 上宮 （2年連続6回目）         | 1回戦    | ○ 8 - 3 市柏                     | 準優勝   |
| 1989年 （第61回大会） | 上宮 （2年連続6回目）         | 2回戦    | ○ 3 - 0 北陸                     | 準優勝   |
| 1989年 （第61回大会） | 上宮 （2年連続6回目）         | 準々決勝 | ○ 5 - 2 仙台育英                 | 準優勝   |
| 1989年 （第61回大会） | 上宮 （2年連続6回目）         | 準決勝   | ○ 9 - 0 横浜商                   | 準優勝   |
| 1989年 （第61回大会） | 上宮 （2年連続6回目）         | 決勝     | ● 2 - 3x 東邦 （延長10回）       | 準優勝   |
| 1990年 （第62回大会） | 近大付 （3年連続6回目）       | 1回戦    | ○ 11 - 1 駒大岩見沢              | 優勝     |
| 1990年 （第62回大会） | 近大付 （3年連続6回目）       | 2回戦    | ○ 1 - 0 東北                     | 優勝     |
| 1990年 （第62回大会） | 近大付 （3年連続6回目）       | 準々決勝 | ○ 9 - 2 金沢                     | 優勝     |
| 1990年 （第62回大会） | 近大付 （3年連続6回目）       | 準決勝   | ○ 5x - 4 東海大甲府 （延長13回） | 優勝     |
| 1990年 （第62回大会） | 近大付 （3年連続6回目）       | 決勝     | ○ 5 - 2 新田                     | 優勝     |
| 1990年 （第62回大会） | 北陽 （2年ぶり6回目）         | 1回戦    | ○ 4x - 3 帝京                    | ベスト4  |
| 1990年 （第62回大会） | 北陽 （2年ぶり6回目）         | 2回戦    | ○ 4 - 3 玉野光南                 | ベスト4  |
| 1990年 （第62回大会） | 北陽 （2年ぶり6回目）         | 準々決勝 | ○ 4 - 3 三重                     | ベスト4  |
| 1990年 （第62回大会） | 北陽 （2年ぶり6回目）         | 準決勝   | ● 3 - 4x 新田（延長17回）        | ベスト4  |
| 1991年 （第63回大会） | 大阪桐蔭 （初出場）           | 1回戦    | ○ 10 - 0 仙台育英                | ベスト8  |
| 1991年 （第63回大会） | 大阪桐蔭 （初出場）           | 2回戦    | ○ 6 - 4 箕島                     | ベスト8  |
| 1991年 （第63回大会） | 大阪桐蔭 （初出場）           | 準々決勝 | ● 0 - 3 松商学園                 | ベスト8  |
| 1991年 （第63回大会） | 浪速 （初出場）               | 1回戦    | ● 1 - 3 市川                     | 初戦敗退 |
| 1992年 （第64回大会） | PL学園 （5年ぶり14回目）      | 1回戦    | ○ 14 - 1 四日市工                | ベスト8  |
| 1992年 （第64回大会） | PL学園 （5年ぶり14回目）      | 2回戦    | ○ 3 - 1 仙台育英                 | ベスト8  |
| 1992年 （第64回大会） | PL学園 （5年ぶり14回目）      | 準々決勝 | ● 0 - 2 東海大相模               | ベスト8  |
| 1993年 （第65回大会） | 上宮 （4年ぶり7回目）         | 2回戦    | ○ 4x - 3 横浜 （延長10回）       | 優勝     |
| 1993年 （第65回大会） | 上宮 （4年ぶり7回目）         | 3回戦    | ○ 11 - 1 鹿児島実                | 優勝     |
| 1993年 （第65回大会） | 上宮 （4年ぶり7回目）         | 準々決勝 | ○ 3 - 0 東筑紫学園               | 優勝     |
| 1993年 （第65回大会） | 上宮 （4年ぶり7回目）         | 準決勝   | ○ 11 - 4 駒大岩見沢              | 優勝     |
| 1993年 （第65回大会） | 上宮 （4年ぶり7回目）         | 決勝     | ○ 3 - 0 大宮東                   | 優勝     |
| 1994年 （第66回大会） | PL学園 （2年ぶり15回目）      | 1回戦    | ○ 10 - 0 拓大一                  | ベスト4  |
| 1994年 （第66回大会） | PL学園 （2年ぶり15回目）      | 2回戦    | ○ 4 - 0 金沢                     | ベスト4  |
| 1994年 （第66回大会） | PL学園 （2年ぶり15回目）      | 準々決勝 | ○ 10 - 1 神戸弘陵                | ベスト4  |
| 1994年 （第66回大会） | PL学園 （2年ぶり15回目）      | 準決勝   | ● 4 - 5 智弁和歌山               | ベスト4  |
| 1994年 （第66回大会） | 北陽 （4年ぶり7回目）         | 1回戦    | ○ 3 - 0 桐蔭学園                 | 2回戦    |
| 1994年 （第66回大会） | 北陽 （4年ぶり7回目）         | 2回戦    | ● 1 - 3 姫路工                   | 2回戦    |
| 1995年 （第67回大会） | PL学園 （2年連続16回目）      | 1回戦    | ● 7 - 10 銚子商 （延長11回）     | 初戦敗退 |
| 1995年 （第67回大会） | 市岡 （8年ぶり11回目）        | 1回戦    | ● 5 - 8 日南学園 （延長10回）    | 初戦敗退 |
| 1996年 （第68回大会） | 東海大仰星 （初出場）         | 1回戦    | ● 0 - 9 浦和学院                 | 初戦敗退 |
| 1996年 （第68回大会） | 大阪学院大 （初出場）         | 1回戦    | ○ 2 - 1 横浜                     | ベスト8  |
| 1996年 （第68回大会） | 大阪学院大 （初出場）         | 2回戦    | ○ 8 - 4 米子東                   | ベスト8  |
| 1996年 （第68回大会） | 大阪学院大 （初出場）         | 準々決勝 | ● 4 - 5 高陽東                   | ベスト8  |
| 1997年 （第69回大会） | 上宮 （4年ぶり8回目）         | 1回戦    | ○ 7 - 4 横浜商                   | ベスト4  |
| 1997年 （第69回大会） | 上宮 （4年ぶり8回目）         | 2回戦    | ○ 6 - 0 明徳義塾                 | ベスト4  |
| 1997年 （第69回大会） | 上宮 （4年ぶり8回目）         | 準々決勝 | ○ 6x - 5 育英 （延長10回）       | ベスト4  |
| 1997年 （第69回大会） | 上宮 （4年ぶり8回目）         | 準決勝   | ● 1 - 2 天理                     | ベスト4  |
| 1998年 （第70回大会） | PL学園 （3年ぶり17回目）      | 1回戦    | ○ 5 - 1 樟南                     | ベスト4  |
| 1998年 （第70回大会） | PL学園 （3年ぶり17回目）      | 2回戦    | ○ 9 - 0 創価                     | ベスト4  |
| 1998年 （第70回大会） | PL学園 （3年ぶり17回目）      | 3回戦    | ○ 3 - 1 敦賀気比                 | ベスト4  |
| 1998年 （第70回大会） | PL学園 （3年ぶり17回目）      | 準々決勝 | ○ 3x - 2 明徳義塾 （延長10回）   | ベスト4  |
| 1998年 （第70回大会） | PL学園 （3年ぶり17回目）      | 準決勝   | ● 2 - 3 横浜                     | ベスト4  |
| 1998年 （第70回大会） | 関大一 （69年ぶり2回目）      | 2回戦    | ○ 14 - 1 鈴鹿                    | 準優勝   |
| 1998年 （第70回大会） | 関大一 （69年ぶり2回目）      | 3回戦    | ○ 2 - 1 今治西                   | 準優勝   |
| 1998年 （第70回大会） | 関大一 （69年ぶり2回目）      | 準々決勝 | ○ 3 - 2 浦和学院                 | 準優勝   |
| 1998年 （第70回大会） | 関大一 （69年ぶり2回目）      | 準決勝   | ○ 5 - 3 日大藤沢                 | 準優勝   |
| 1998年 （第70回大会） | 関大一 （69年ぶり2回目）      | 決勝     | ● 0 - 3 横浜                     | 準優勝   |
| 1999年 （第71回大会） | PL学園 （2年連続18回目）      | 1回戦    | ○ 6 - 5 横浜                     | ベスト4  |
| 1999年 （第71回大会） | PL学園 （2年連続18回目）      | 2回戦    | ○ 15 - 3 玉野光南                | ベスト4  |
| 1999年 （第71回大会） | PL学園 （2年連続18回目）      | 準々決勝 | ○ 6 - 0 平安                     | ベスト4  |
| 1999年 （第71回大会） | PL学園 （2年連続18回目）      | 準決勝   | ● 6 - 8 沖縄尚学 （延長12回）    | ベスト4  |
| 2000年 （第72回大会） | 上宮太子 （初出場）           | 1回戦    | ● 3 - 9 明徳義塾                 | 初戦敗退 |
| 2000年 （第72回大会） | 東海大仰星 （4年ぶり2回目）   | 1回戦    | ● 2 - 5 柳川                     | 初戦敗退 |
| 2001年 （第73回大会） | 関西創価 （初出場）           | 2回戦    | ○ 8 - 1 東北                     | ベスト4  |
| 2001年 （第73回大会） | 関西創価 （初出場）           | 3回戦    | ○ 6 - 1 水戸商                   | ベスト4  |
| 2001年 （第73回大会） | 関西創価 （初出場）           | 準々決勝 | ○ 5x - 4 尽誠学園 （延長11回）   | ベスト4  |
| 2001年 （第73回大会） | 関西創価 （初出場）           | 準決勝   | ● 1 - 2x 常総学院 （延長10回）   | ベスト4  |
| 2001年 （第73回大会） | 浪速 （10年ぶり2回目）        | 2回戦    | ○ 7 - 6 福井商                   | ベスト8  |
| 2001年 （第73回大会） | 浪速 （10年ぶり2回目）        | 3回戦    | ○ 2 - 1 小松島                   | ベスト8  |
| 2001年 （第73回大会） | 浪速 （10年ぶり2回目）        | 準々決勝 | ● 2 - 4 宜野座 （延長11回）      | ベスト8  |
| 2002年 （第74回大会） | 金光大阪 （初出場）           | 1回戦    | ● 4 - 7 明徳義塾                 | 初戦敗退 |
| 2002年 （第74回大会） | 大体大浪商 （23年ぶり19回目） | 1回戦    | ○ 5 - 4 二松学舎大付             | 2回戦    |
| 2002年 （第74回大会） | 大体大浪商 （23年ぶり19回目） | 2回戦    | ● 2 - 3 鳴門工                   | 2回戦    |
| 2003年 （第75回大会） | 近大付 （13年ぶり7回目）      | 2回戦    | ● 8 - 16 遊学館                  | 初戦敗退 |
| 2004年 （第76回大会） | 大阪桐蔭 （13年ぶり2回目）    | 1回戦    | ○ 5 - 0 二松学舎大付             | 2回戦    |
| 2004年 （第76回大会） | 大阪桐蔭 （13年ぶり2回目）    | 2回戦    | ● 2 - 3 東北                     | 2回戦    |
| 2005年 （第77回大会） | 大産大付 （初出場）           | 1回戦    | ● 0 - 2 愛工大名電               | 初戦敗退 |
| 2006年 （第78回大会） | 履正社 （初出場）             | 1回戦    | ● 0 - 1 横浜                     | 初戦敗退 |
| 2006年 （第78回大会） | PL学園 （7年ぶり19回目）      | 1回戦    | ○ 9 - 1 真岡工                   | ベスト4  |
| 2006年 （第78回大会） | PL学園 （7年ぶり19回目）      | 2回戦    | ○ 1 - 0 愛知啓成                 | ベスト4  |
| 2006年 （第78回大会） | PL学園 （7年ぶり19回目）      | 準々決勝 | ○ 4 - 1 秋田商                   | ベスト4  |
| 2006年 （第78回大会） | PL学園 （7年ぶり19回目）      | 準決勝   | ● 0 - 6 清峰                     | ベスト4  |
| 2007年 （第79回大会） | 大阪桐蔭 （3年ぶり3回目）     | 1回戦    | ○ 7 - 0 日本文理                 | ベスト8  |
| 2007年 （第79回大会） | 大阪桐蔭 （3年ぶり3回目）     | 2回戦    | ○ 11 - 8 佐野日大                | ベスト8  |
| 2007年 （第79回大会） | 大阪桐蔭 （3年ぶり3回目）     | 準々決勝 | ● 1 - 2 常葉菊川                 | ベスト8  |
| 2007年 （第79回大会） | 北陽 （13年ぶり8回目）        | 1回戦    | ○ 1 - 0 鹿児島商                 | 2回戦    |
| 2007年 （第79回大会） | 北陽 （13年ぶり8回目）        | 2回戦    | ● 3 - 5 広陵                     | 2回戦    |
| 2008年 （第80回大会） | 履正社 （2年ぶり2回目）       | 2回戦    | ○ 3x - 2 下関商 （延長10回）     | 3回戦    |
| 2008年 （第80回大会） | 履正社 （2年ぶり2回目）       | 3回戦    | ● 5 - 7 聖望学園                 | 3回戦    |
| 2009年 （第81回大会） | PL学園 （3年ぶり20回目）      | 1回戦    | ○ 1 - 0 西条                     | 2回戦    |
| 2009年 （第81回大会） | PL学園 （3年ぶり20回目）      | 2回戦    | ● 1 - 2 南陽工 （延長10回）      | 2回戦    |
| 2009年 （第81回大会） | 金光大阪 （7年ぶり2回目）     | 1回戦    | ● 10 - 11x 倉敷工 （延長12回）   | 初戦敗退 |
| 2010年 （第82回大会） | 大阪桐蔭 （3年ぶり4回目）     | 1回戦    | ○ 9 - 2 東海大望洋               | 2回戦    |
| 2010年 （第82回大会） | 大阪桐蔭 （3年ぶり4回目）     | 2回戦    | ● 2 - 6 大垣日大                 | 2回戦    |
| 2011年 （第83回大会） | 履正社 （3年ぶり3回目）       | 1回戦    | ○ 4 - 0 総合技術                 | ベスト4  |
| 2011年 （第83回大会） | 履正社 （3年ぶり3回目）       | 2回戦    | ○ 8 - 2 九州学院                 | ベスト4  |
| 2011年 （第83回大会） | 履正社 （3年ぶり3回目）       | 準々決勝 | ○ 10 - 3 智弁和歌山              | ベスト4  |
| 2011年 （第83回大会） | 履正社 （3年ぶり3回目）       | 準決勝   | ● 2 - 16 東海大相模              | ベスト4  |
| 2012年 （第84回大会） | 履正社 （2年連続4回目）       | 1回戦    | ○ 5 - 2 地球環境                 | 2回戦    |
| 2012年 （第84回大会） | 履正社 （2年連続4回目）       | 2回戦    | ● 2 - 9 愛工大名電               | 2回戦    |
| 2012年 （第84回大会） | 大阪桐蔭 （2年ぶり5回目）     | 1回戦    | ○ 9 - 2 花巻東                   | 優勝     |
| 2012年 （第84回大会） | 大阪桐蔭 （2年ぶり5回目）     | 2回戦    | ○ 5 - 3 九州学院                 | 優勝     |
| 2012年 （第84回大会） | 大阪桐蔭 （2年ぶり5回目）     | 準々決勝 | ○ 3 - 2 浦和学院                 | 優勝     |
| 2012年 （第84回大会） | 大阪桐蔭 （2年ぶり5回目）     | 準決勝   | ○ 3 - 1 健大高崎                 | 優勝     |
| 2012年 （第84回大会） | 大阪桐蔭 （2年ぶり5回目）     | 決勝     | ○ 7 - 3 光星学院                 | 優勝     |
| 2013年 （第85回大会） | 大阪桐蔭 （2年連続6回目）     | 2回戦    | ○ 11 - 1 遠軽                    | 3回戦    |
| 2013年 （第85回大会） | 大阪桐蔭 （2年連続6回目）     | 3回戦    | ● 4 - 5 県岐阜商                 | 3回戦    |
| 2013年 （第85回大会） | 履正社 （3年ぶり5回目）       | 1回戦    | ● 0 - 1 岩国商                   | 初戦敗退 |
| 2014年 （第86回大会） | 履正社 （4年連続6回目）       | 1回戦    | ○ 11 - 0 小山台                  | 準優勝   |
| 2014年 （第86回大会） | 履正社 （4年連続6回目）       | 2回戦    | ○ 7x - 6 駒大苫小牧              | 準優勝   |
| 2014年 （第86回大会） | 履正社 （4年連続6回目）       | 準々決勝 | ○ 6 - 2 福知山成美               | 準優勝   |
| 2014年 （第86回大会） | 履正社 （4年連続6回目）       | 準決勝   | ○ 12 - 7 豊川 （延長10回）       | 準優勝   |
| 2014年 （第86回大会） | 履正社 （4年連続6回目）       | 決勝     | ● 2 - 6 龍谷大平安               | 準優勝   |
| 2015年 （第87回大会） | 大阪桐蔭 （2年ぶり7回目）     | 1回戦    | ○ 8 - 0 東海大菅生               | ベスト4  |
| 2015年 （第87回大会） | 大阪桐蔭 （2年ぶり7回目）     | 2回戦    | ○ 4 - 1 八戸学院光星             | ベスト4  |
| 2015年 （第87回大会） | 大阪桐蔭 （2年ぶり7回目）     | 準々決勝 | ○ 5 - 3 常総学院                 | ベスト4  |
| 2015年 （第87回大会） | 大阪桐蔭 （2年ぶり7回目）     | 準決勝   | ● 0 - 11 敦賀気比                | ベスト4  |
| 2016年 （第88回大会） | 大阪桐蔭 （2年連続8回目）     | 1回戦    | ○ 9 - 0 土佐                     | 2回戦    |
| 2016年 （第88回大会） | 大阪桐蔭 （2年連続8回目）     | 2回戦    | ● 1 - 4 木更津総合               | 2回戦    |
| 2017年 （第89回大会） | 履正社 （3年ぶり7回目）       | 1回戦    | ○ 12 - 5 日大三                  | 準優勝   |
| 2017年 （第89回大会） | 履正社 （3年ぶり7回目）       | 2回戦    | ○ 1 - 0 呉                       | 準優勝   |
| 2017年 （第89回大会） | 履正社 （3年ぶり7回目）       | 準々決勝 | ○ 8 - 1 盛岡大付                 | 準優勝   |
| 2017年 （第89回大会） | 履正社 （3年ぶり7回目）       | 準決勝   | ○ 6 - 4 報徳学園                 | 準優勝   |
| 2017年 （第89回大会） | 履正社 （3年ぶり7回目）       | 決勝     | ● 3 - 8 大阪桐蔭                 | 準優勝   |
| 2017年 （第89回大会） | 大阪桐蔭 （3年連続9回目）     | 1回戦    | ○ 11 - 0 宇部鴻城                | 優勝     |
| 2017年 （第89回大会） | 大阪桐蔭 （3年連続9回目）     | 2回戦    | ○ 11 - 8 静岡                    | 優勝     |
| 2017年 （第89回大会） | 大阪桐蔭 （3年連続9回目）     | 準々決勝 | ○ 4 - 2 東海大福岡               | 優勝     |
| 2017年 （第89回大会） | 大阪桐蔭 （3年連続9回目）     | 準決勝   | ○ 2 - 1 秀岳館                   | 優勝     |
| 2017年 （第89回大会） | 大阪桐蔭 （3年連続9回目）     | 決勝     | ○ 8 - 3 履正社                   | 優勝     |
| 2018年 （第90回大会） | 大阪桐蔭 （4年連続10回目）    | 2回戦    | ○ 14 - 2 伊万里                  | 優勝     |
| 2018年 （第90回大会） | 大阪桐蔭 （4年連続10回目）    | 3回戦    | ○ 5 - 1 明秀日立                 | 優勝     |
| 2018年 （第90回大会） | 大阪桐蔭 （4年連続10回目）    | 準々決勝 | ○ 19 - 0 花巻東                  | 優勝     |
| 2018年 （第90回大会） | 大阪桐蔭 （4年連続10回目）    | 準決勝   | ○ 3x - 2 三重 （延長12回）       | 優勝     |
| 2018年 （第90回大会） | 大阪桐蔭 （4年連続10回目）    | 決勝     | ○ 5 - 2 智弁和歌山               | 優勝     |
| 2019年（第91回大会）  | 履正社（2年ぶり8回目）        | 1回戦    | ● 0 - 3 星稜                     | 初戦敗退 |
| 2020年（第92回大会）  | 大阪桐蔭（2年ぶり11回目）     | 交流試合 | ○ 4 - 2 東海大相模               | （中止） |
| 2020年（第92回大会）  | 履正社（2年連続9回目）        | 交流試合 | ○ 10 - 1 星稜                    | （中止） |
| 2021年（第93回大会）  | 大阪桐蔭（2年連続12回目）     | 1回戦    | ● 6 - 8 智弁学園                 | 初戦敗退 |
| 2022年（第94回大会）  | 大阪桐蔭（3年連続13回目）     | 1回戦    | ○ 3 - 1 鳴門                     | 優勝     |
| 2022年（第94回大会）  | 大阪桐蔭（3年連続13回目）     | 2回戦    | ○ 広島商（不戦勝）               | 優勝     |
| 2022年（第94回大会）  | 大阪桐蔭（3年連続13回目）     | 準々決勝 | ○ 17 - 0 市和歌山                | 優勝     |
| 2022年（第94回大会）  | 大阪桐蔭（3年連続13回目）     | 準決勝   | ○ 13 - 4 国学院久我山            | 優勝     |
| 2022年（第94回大会）  | 大阪桐蔭（3年連続13回目）     | 決勝     | ○ 18 - 1 近江                    | 優勝     |
| 2022年（第94回大会）  | 金光大阪（13年ぶり3回目）     | 1回戦    | ○ 4 - 0 日大三島                 | ベスト8  |
| 2022年（第94回大会）  | 金光大阪（13年ぶり3回目）     | 2回戦    | ○ 4 - 3 木更津総合               | ベスト8  |
| 2022年（第94回大会）  | 金光大阪（13年ぶり3回目）     | 準々決勝 | ● 1 - 6 近江                     | ベスト8  |
| 2023年（第95回大会）  | 大阪桐蔭（4年連続14回目）     | 2回戦    | ○ 3 - 1 敦賀気比                 | ベスト4  |
| 2023年（第95回大会）  | 大阪桐蔭（4年連続14回目）     | 3回戦    | ○ 1 - 0 能代松陽                 | ベスト4  |
| 2023年（第95回大会）  | 大阪桐蔭（4年連続14回目）     | 準々決勝 | ○ 6 - 1 東海大菅生               | ベスト4  |
| 2023年（第95回大会）  | 大阪桐蔭（4年連続14回目）     | 準決勝   | ● 5 - 7 報徳学園                 | ベスト4  |
| 2023年（第95回大会）  | 履正社（3年ぶり10回目）       | 2回戦    | ● 2 ‐ 3 高知                     | 初戦敗退 |
| 2024年（第96回大会）  | 大阪桐蔭（5年連続15回目）     | 1回戦    | ○ 7 - 1 北海                     | ベスト8  |
| 2024年（第96回大会）  | 大阪桐蔭（5年連続15回目）     | 2回戦    | ○ 4 - 2 神村学園                 | ベスト8  |
| 2024年（第96回大会）  | 大阪桐蔭（5年連続15回目）     | 準々決勝 | ● 1 - 4 報徳学園                 | ベスト8  |

## 通算成績
| 出場 | 試合 | 勝利 | 敗戦 | 引分 | 勝率 | 優勝 | 準優勝 | ベスト4 | ベスト8 |
| ---- | ---- | ---- | ---- | ---- | ---- | ---- | ------ | ------- | ------- |
| 155  | 361  | 215  | 141  | 5    | .604 | 12   | 10     | 21      | 27      |

## 学校別成績
| 校名           | 出場 | 勝敗     | 直近出場 | 最高成績 | 前身校       |
| -------------- | ---- | -------- | -------- | -------- | ------------ |
| PL学園         | 20回 | 48勝17敗 | 2009年   | 優勝3回  |              |
| 大体大浪商     | 19回 | 32勝17敗 | 2002年   | 優勝2回  | 浪華商、浪商 |
| 大阪桐蔭       | 15回 | 36勝10敗 | 2024年   | 優勝4回  |              |
| 市岡           | 11回 | 3勝11敗  | 1995年   | ベスト4  | 市岡中       |
| 履正社         | 10回 | 13勝9敗  | 2023年   | 準優勝   |              |
| 上宮           | 8回  | 19勝7敗  | 1997年   | 優勝1回  |              |
| 関大北陽       | 8回  | 10勝8敗  | 2007年   | 準優勝   | 北陽         |
| 近大付         | 7回  | 10勝6敗  | 2003年   | 優勝1回  |              |
| 八尾           | 6回  | 9勝6敗   | 1952年   | ベスト4  | 八尾中       |
| 阪南大         | 5回  | 4勝5敗   | 1977年   | 準優勝   | 大鉄         |
| 日新           | 5回  | 1勝5敗   | 1949年   | ベスト8  | 日新商       |
| 興国           | 5回  | 1勝5敗   | 1968年   | 2回戦    | 興国商       |
| 北野           | 4回  | 8勝3敗   | 1952年   | 優勝1回  | 北野中       |
| 明星           | 4回  | 1勝4敗   | 1967年   | ベスト8  |              |
| 金光大阪       | 3回  | 2勝3敗   | 2022年   | ベスト8  |              |
| 関大一         | 2回  | 5勝2敗   | 1998年   | 準優勝   | 関西甲種商   |
| 浪速           | 2回  | 2勝2敗   | 2001年   | ベスト8  |              |
| 扇町総合       | 2回  | 1勝2敗   | 1951年   | ベスト8  | 扇町商       |
| 寝屋川         | 2回  | 1勝2敗   | 1968年   | 2回戦    |              |
| 三国丘         | 2回  | 0勝2敗   | 1984年   | 初戦敗退 | 堺中         |
| 東海大大阪仰星 | 2回  | 0勝2敗   | 2000年   | 初戦敗退 | 東海大仰星   |
| 泉陽           | 1回  | 3勝1敗   | 1954年   | ベスト4  |              |
| 関西創価       | 1回  | 3勝1敗   | 2001年   | ベスト4  |              |
| 大阪学院大     | 1回  | 2勝1敗   | 1996年   | ベスト8  |              |
| 近大泉州       | 1回  | 1勝1敗   | 1983年   | 2回戦    | 泉州         |
| 芦間           | 1回  | 0勝1敗   | 1938年   | 初戦敗退 | 京阪商       |
| 今宮           | 1回  | 0勝1敗   | 1947年   | 初戦敗退 | 今宮中       |
| 天王寺         | 1回  | 0勝1敗   | 1947年   | 初戦敗退 | 天王寺中     |
| 富田林         | 1回  | 0勝1敗   | 1959年   | 初戦敗退 |              |
| 阿倍野         | 1回  | 0勝1敗   | 1960年   | 初戦敗退 |              |
| 大阪立命館     | 1回  | 0勝1敗   | 1975年   | 初戦敗退 | 初芝         |
| 桜宮           | 1回  | 0勝1敗   | 1982年   | 初戦敗退 |              |
| 上宮太子       | 1回  | 0勝1敗   | 2000年   | 初戦敗退 |              |
| 大阪産大付     | 1回  | 0勝1敗   | 2005年   | 初戦敗退 | 大産大付     |